# Gorgo d'Esparta
|  | «Gorgo» redirigeix aquí. Vegeu-ne altres significats a «Gorgo (desambiguació)». |

Gorgo (grec antic: Γοργώ, «Gorgó», llatí: Gorgo) nascuda l'any 506 aC, va ser filla del rei d'Esparta Cleòmenes I i esposa del rei Leònides I.
Quan tenia vuit o nou anys, Gorgo va assistir a l'audiència d'Aristàgores de Milet, enviat per les ciutats gregues de Jònia per a persuadir a Esparta de mantenir la seva lluita contra l'Imperi Persa. Aristàgores va oferir a Cleòmenes una gran quantitat de diners per fer-lo decidir, i ella va intervenir en la conversa dient: "Serà la teva pèrdua, pare, aquest miserable estranger, si no l'expulses ràpidament de casa", segons explica Heròdot, que comenta que aquesta observació era un avís sobre la seva intel·ligència.
Més tard es va casar amb Leònides, que seria l'heroi de la Batalla de les Termòpiles. Eren parents, ja que Leònides era mig oncle seu. Quan Demarat d'Esparta, exiliat amb Darios el Gran, va voler prevenir als grecs de l'amenaça que tenien, va enviar un missatge secret a Esparta, en forma d'una tauleta de cera aparentment sense res escrit. Gorgo va tenir la idea de fer rascar la cera, i es va descobrir el missatge autèntic gravat sobre la fusta. No se sap si ella mateixa va llegir el missatge. Segons altres anècdotes, que es refereixen a ella o a les dones espartanes en general, segurament sabia llegir.
Va tenir almenys un fill amb Leònides, Plistarc, que va co-regnar Esparta des del 480 aC fins al 458 aC. Però després de la mort del seu pare no se'l va considerar prou apte i el seu cosí Pausànies va actuar com a regent.
Segons Plutarc, abans que Leònides anés a la batalla de les Termòpiles, Gorgo li va demanar què havia de fer, car sabia que la mort del seu marit era inevitable. Leònides li va respondre: «Casa't amb un bon home que et tracti bé, dona-li fills i viu una bona vida». Plutarc encara explica una altra anècdota sobre Gorgo. Diu que una dona de l'Àtica li va demanar per què les dones lacònies eren les úniques que manaven als seus homes, i va respondre: «perquè som les úniques que donem a llum autèntics homes».